# 桜沢改良

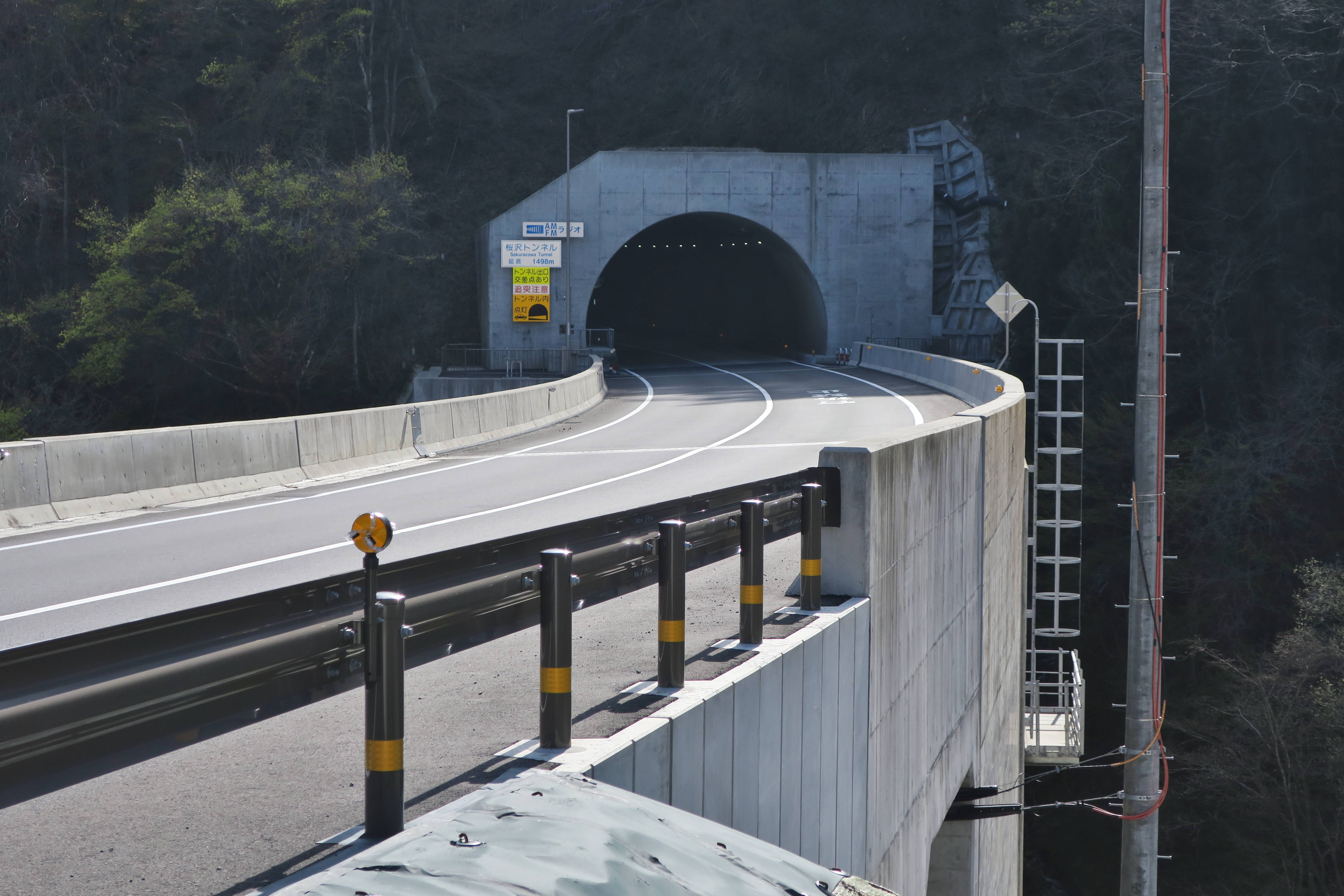
桜沢トンネル北側坑口（奥）と桜沢橋（手前）

桜沢改良（さくらざわかいりょう）は、長野県塩尻市贄川（にえかわ）から同市宗賀までの国道19号の改良事業である。

## 概要
当改良事業の現道区間は、急傾斜地の崩壊・落石等の危険性や道路災害の危険要因がある箇所が多数存在し、また、大雪による雪崩や土石流発生など計5回の被災履歴があり、2014年（平成26年）2月の大雪による雪崩では、現道が約27時間にわたり全面通行止めになるなどした。さらに現道区間には、線形不良箇所が4箇所存在し、この線形不良箇所周辺での交通事故が多発しているなど課題が多く存在している。
当改良事業はこれら現道の課題箇所・線形不良箇所を回避し、安全性・信頼性の高い道路ネットワークを構築することが目的として、国土交通省中部地方整備局飯田国道事務所により事業がすすめられている。
2021年（令和3年）11月28日に開通。現道との接続部には、起点には片平交差点、終点には桜沢交差点の信号交差点がそれぞれ新設されている。
平行する旧道は2022年（令和4年）4月1日に国道19号の区域から除外され塩尻市管理となった。

### 路線データ
- 起点 : 長野県塩尻市大字贄川[5]
- 終点 : 長野県塩尻市大字宗賀[5]
- 延長 : 2.1 km[5]
- 道路規格 : 第3種第2級[5]
- 道路幅員 : 8.0 m（トンネル部）・8.5 m（土工部）[5]
- 車線数 : 2車線[5]
- 車線幅員 : 3.5 m[5]
- 設計速度 : 60 km/h[5]

## 沿革
- 2007年（平成19年）度 : 事業化[2]。
- 2017年（平成29年）3月 : 桜沢トンネルの工事開始[2]。
- 2019年（令和元年）12月 : 桜沢トンネルが貫通[2]。
- 2021年（令和3年）11月28日 : 開通[1][2][3]。

## 道路施設

### 主要構造物
- 新片平橋 (21.5 m)[1]
- 桜沢トンネル (1,498 m)[1]
- 桜沢橋 (62 m) （奈良井川）[1]